# Kazuyoshi Ishikawa
Kazuyoshi Ishikawa (石川 和義, Ishikawa Kazuyoshi, né le 6 novembre 1982) est un athlète japonais spécialiste du triple saut. 

## Carrière

### Palmarès
| Année | Compétition         | Lieu    | Résultat | Performance |
| ----- | ------------------- | ------- | -------- | ----------- |
| 2002  | Championnats d’Asie | Colombo | 2e       | 16,42 m     |
| 2003  | Championnats d’Asie | Manille | 1er      | 16,72 m     |
| 2005  | Championnats d’Asie | Incheon | 2e       | 16,88 m     |

### Records
| Épreuve     | Performance | Lieu      | Date            |
| ----------- | ----------- | --------- | --------------- |
| Triple saut | 16,98 m     | Yamaguchi | 10 octobre 2004 |